# پرشماران
پُرشُماران (انگلیسی: Calanidae) بزرگترین خانواده از جانداران راسته پرشمارواران در گروه پاروپایان است. این خانواده شامل جنس پُرشُماره (Calanus) است که ممکن است پُرشمارترین سردهٔ جانوری در کره زمین باشد. پاروپایان از جنس‌های پرشماره و نوپُرشماره (Neocalanus) از نظر اکولوژیکی در مناطق قطبی و زیر قطبی اقیانوس‌های جهان اهمیت دارند.